# Laphystia texensis
Laphystia texensis är en tvåvingeart som beskrevs av Charles Howard Curran 1931. Laphystia texensis ingår i släktet Laphystia och familjen rovflugor. Inga underarter finns listade i Catalogue of Life.